# A War You Cannot Win
A War You Cannot Win è il sesto album della band metalcore degli All That Remains, pubblicato il 6 novembre 2012. Al 13 luglio 2014, l'album ha venduto oltre 115 000 copie.

## Tracce
1. Intro – 0:21
2. Down Through the Ages – 3:31
3. You Can't Fill My Shadow – 3:33
4. Stand Up – 4:00
5. A Call to All Non-Believers – 2:44
6. Asking Too Much – 3:28
7. Just Moments in Time – 3:27
8. What If I Was Nothing? – 4:36
9. Sing for Liberty – 3:41
10. Not Fading – 3:34
11. Calculating Loneliness – 2:39
12. A War You Cannot Win – 3:45